# 베리의 역설
베리의 역설(Berry paradox)은 역설의 일종이다. 출판된 저작에서는 버트런드 러셀이 처음 논의한 주제로, 옥스퍼드 대학교의 사서 베리(G. G. Berry, 1867-1928)에게서 기원했다고 러셀이 말해서 이렇게 불린다.
"아홉 어절 이내로 정의할 수 없는 가장 작은 자연수"를 생각해보자. 가능한 어절의 수는 아무리 많아도 유한하므로, 비둘기집 원리에 따라 어절 아홉개로써 만들 수 있는 조합의 수도 유한하다. 한편 자연수의 개수는 무한하므로, 이는 곧 아홉 어절 이내로 정의할 수 없는 자연수가 있다는 말과 같다. 자연수는 순서에 따라 일렬로 배열할 수 있기 때문에, 정렬 원리에 따라서 아홉 어절 이내로 정의할 수 없는 자연수 가운데에는 가장 작은 자연수가 존재한다는 결론이 나온다. 다시 말해서, 아홉 어절 이내로 정의할 수 없는 가장 작은 자연수가 존재하며, 그 자연수는 "아홉 어절 이내로 정의할 수 없는 가장 작은 자연수"라는 문구로써 정의되었다. 그런데 바로 이 문구는 아홉 어절로 구성되어 있고, 따라서 그 자연수는 아홉 어절 이내로 정의할 수 있기 때문에 역설이 된다.

## 해법
이런 부류의 역설은 "정의할 수 있다" 또는 "정의할 수 없다"와 같은 개념이 체계적으로 모호한 데서 발생한다고 볼 수 있다. 따라서 역설을 해소하기 위해서는 언어의 모호성이 문제를 일으킨 지점을 꼬집어 내야 한다.
여기에 역설이 있다는 위 논증은 "아홉 어절 이내로 정의할 수 있는 자연수의 집합"이 유한집합이라는 전제에서 가능한데, 이 전제는 다시 아홉 어절 이내로 구성된 정의가 모두 유한개의 자연수를 특정해서 지칭한다는 전제에 의존한다. 그런데 "아홉 어절 이내로 정의할 수 없는 가장 작은 자연수"가 어떤 자연수를 가리킨다면 그것은 분명히 아홉 어절 이내로 정의한 자연수이지만, 그 특정한 자연수가 무엇인지 모호한 것은 물론이고, 위 논증이 보여주듯이 "아홉 어절 이내로 정의할 수 없는 가장 작은 자연수"라는 정의가 어떤 의미를 가지는지조차 모호하다. 즉, 아홉 어절 이내로 구성되어 어떤 자연수를 지칭하는 듯이 보이는 문구가 특정한 유한개의 자연수를 지칭할 수도 있지만, 그렇지 못한 경우도 많다는 사실을 모호한 문구로 덮어버린 셈이다.
이와 같은 체계적 모호성은 악순환의 오류를 초래한다. 만족하는, 참인, 거짓인, 함수관계, 속성, 계급, 관계, 기수, 서수, 등의 단어들도 체계적으로 모호한 방식으로 사용되기가 쉬운 것들이다.

## 같이 보기
- 버트런드 러셀